# Ultan de Fosses
Ultan de Fosses, né dans la seconde moitié du VIe siècle et décédé vers 686, est un moine missionnaire d'origine irlandaise du VIIe siècle, frère de saint Furzy et de saint Feuillen, premier abbé de l'abbaye du Mont-Saint-Quentin.
C'est un saint des Églises chrétiennes, commémoré le 2 mai par l'Église catholique et le 1er mai par les Églises orthodoxes. Son nom est peu usité aujourd'hui comme nom de baptême ou prénom.

## Biographie
Ultan était issu d'une famille princière, son père, Fintan, étant fils du roi de Munster, et sa mère, Gelgehes, était la fille d’un chef de clan (Cluain Fearta).
Moine à Burgh Castle près de Yarmouth en Angleterre avec ses frères les saints Fursy de Péronne et Feuillen de Fosses. Prêtre, il arrive dans les Pays-Bas méridionaux où il est accueilli par sainte Gertrude qui le désigne comme aumônier de son monastère de Nivelles.
Il succéda ensuite à son frère Feuillen comme abbé des monastères de Fosses-la-Ville et du Mont-Saint-Quentin près de Péronne.